# Le Bourg-d'Hem
Le Bourg-d'Hem è un comune francese di 229 abitanti situato nel dipartimento della Creuse nella regione della Nuova Aquitania.

## Società

### Evoluzione demografica
Abitanti censiti